# Tougoulym
Tougoulym (en russe : Тугулым) est une commune urbaine dans l'oblast de Sverdlovsk en Russie. Sa population est de 6 001 habitants (au 14 octobre 2010).

## Géographie
Le village est situé sur les rives de la rivière Tougoulymka (un affluent gauche de la Pychma), à 6 km de la gare de Tougoulym (sur la ligne Ekaterinbourg-Tioumen) et à 56 km à l'ouest de Tioumen.